# Littérature tamoule moderne
On fait généralement commencer la littérature tamoule moderne au XIXe siècle. Une des conditions qui l'ont rendue possible a été la libre utilisation de l'imprimerie, qui n'avait été jusque-là utilisée que par les missionnaires et le gouvernement colonial.

## Présentation
Alors que la littérature classique était — en fait, sinon en intention — réservée à une élite lettrée, ne pouvait être comprise que grâce à un entraînement spécial et fonctionnait dans un système de diglossie, la littérature moderne pourrait sans doute se caractériser par le fait qu'elle visait un public différent, beaucoup plus vaste, bien qu'elle ait pendant très longtemps utilisé exclusivement le tamoul formel. Le XXe siècle verra l'apparition du tamoul parlé (dialectal ou standard) tout d'abord dans les dialogues et parfois dans la narration.

## Quelques auteurs
- Subramanya Bharathi (1882-1921), poète et romancier nationaliste indien
- Kalki Krishnamurthy (1899-1954), romancier indien nationaliste, auteur de romans historiques
- Pudhumaipithan (1906-1948), romancier social et radical
- Jayakanthan (1934-2015), romancier social
- Sujatha Rangarajan (1935-2008), romancier tamoul très populaire

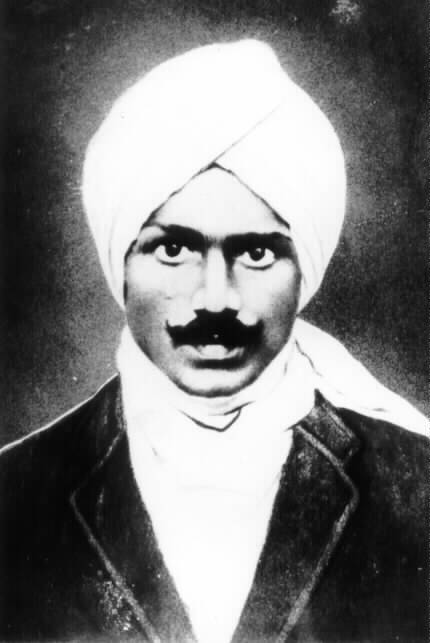
Subramanya Bharathi
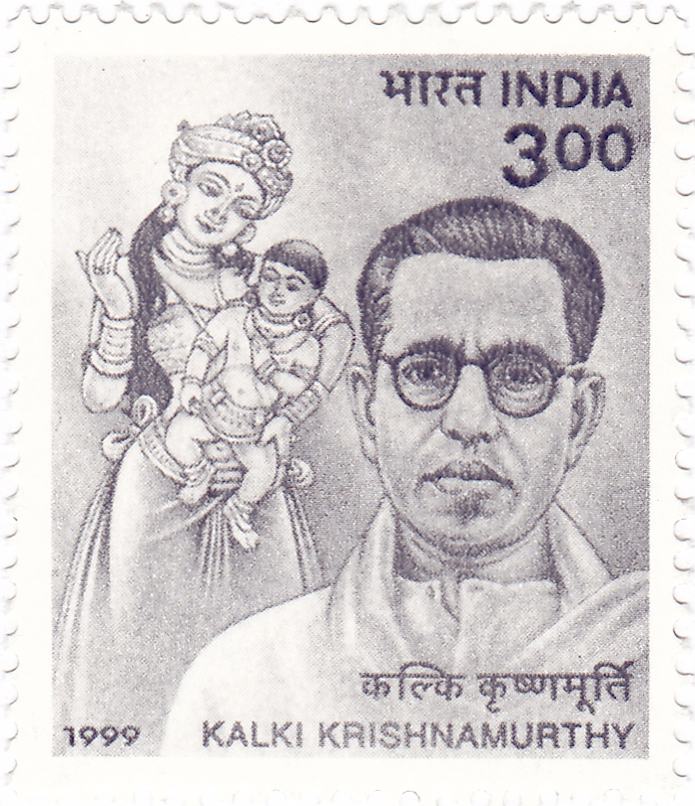
Kalki Krishnamurthy
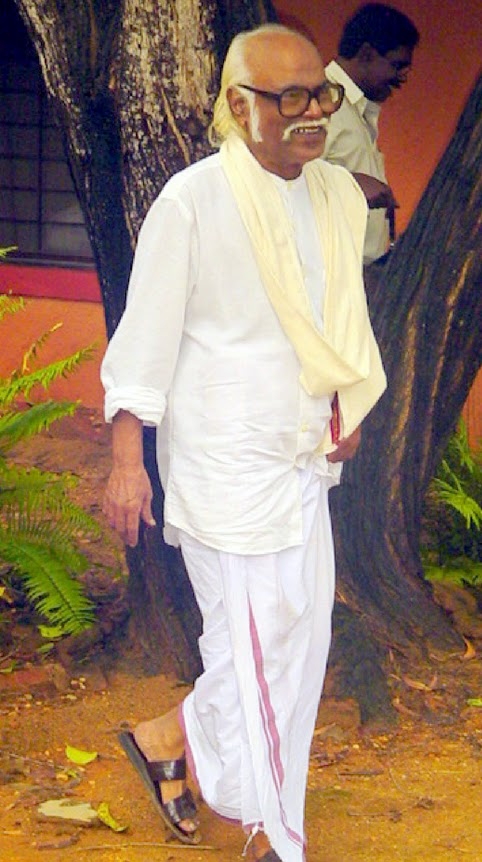
Jayakanthan